# Jupille

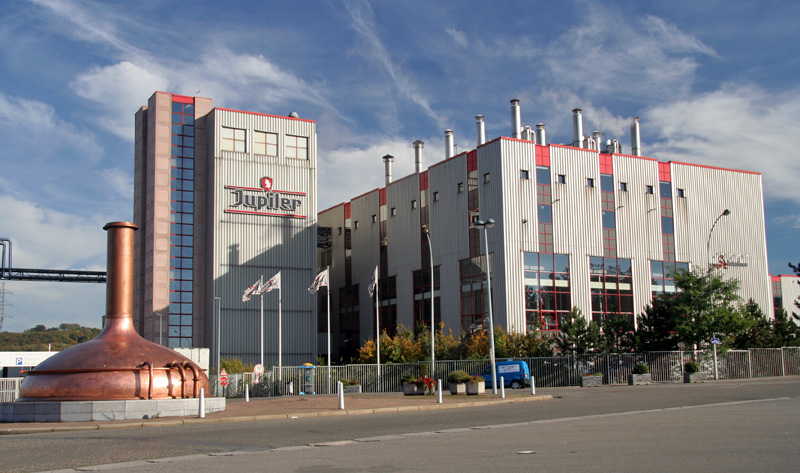
Brauerei Piedbœuf in Jupille

Jupille (seit 1963 amtlich Jupille-sur-Meuse) an der Maas war bis 1977 eine selbstständige belgische Gemeinde. Im Rahmen der Gemeindefusion von 1977 wurde sie Teil der Stadt Lüttich. 2017 hatte Jupille 10.884 Einwohner.

## Geschichte
In Jobii villa versuchte Hausmeier Pippin der Mittlere sich 714 von einer schweren Krankheit zu erholen, an der er noch im gleichen Jahr hier verstarb. Während der Herrschaft der Karolinger war der Ort Schauplatz zahlreicher Ereignisse. Die ersten Urkunden wurden hier 756 und 760 ausgestellt. 888 bestätigte König Arnolf von Kärnten dem Marienstift zu Aachen seinen Besitz aus der Zeit König Lothars II. in Iopilla. 935 bestätigte König Heinrich I. dem Kloster Stablo eine Anzahl Höriger und 1040 bestätigte König Heinrich III. dem Kloster Saint-Paul in Verdun einige Besitzungen hier.
Heute ist Jupille der Standort der Brauerei Piedbœuf (die zur Gruppe AB-InBev gehört und deren Hauptprodukt, die Biermarke Jupiler, nach dem Ort benannt ist). Ursprünglich begann der Gründervater Jacques-Pascal Piedbœuf (1782–1839) mit einer industriellen Dampfkesselschmiede.